# Église Saint-Frère-Albert-et-Saint-André-Apôtre de Varsovie
L’église Saint-Frère-Albert-et-Saint-André-Apôtre est un lieu de culte de l’Église catholique situé place du Théâtre (Plac Teatralny), dans l’arrondissement Śródmieście (centre-ville) de Varsovie en Pologne.
Elle est dédiée à saint Albert Chmielowski dit « frère Albert », et à l’apôtre André.

## Sources
- (pl) Cet article est partiellement ou en totalité issu de l’article de Wikipédia en polonais intitulé « Kościół św. Brata Alberta i św. Andrzeja Apostoła w Warszawie » (voir la liste des auteurs).